# Вулиця Захисників Миколаєва
Вулиця Захисників Миколаєва — історична вулиця Миколаєва, що з'єднує Історичний центр Миколаєва з районом старого залізничного вокзалу. Пролягає від вулиці Адміральської до вулиці Образцова та Привокзальної площі.

## Історія
Одна з перших поперечних вулиць міста. За пропозицією поліцмейстера П. І. Федорова, спершу її було названо Молдаванською, через те, що вона проходила повз Молдавський будинок, в якому влітку розміщувалося Морське зібрання. Молдавський будинок було привезено до Миколаєва за наказом Потьомкіна з Молдови.
Одначе адмірал О. С. Грейг не затвердив цю назву. В 1835 році поліцмейстер Г. Г. Автономов вдруге запропонував ту саму назву і адмірал М. П. Лазарєв затвердив її.
В 1882 році вулиця була перейменована на Глазенапівську в пам'ять про адмірала генерал-ад'ютанта Богдана Олександра (Готліба) фон Глазенапа, який командував Чорноморським флотом і був військовим губернатором Миколаєва протягом 1860—1871 років.
В 1919 вулиця була перейменована вдруге і стала вулицею Декабристів — на честь декабристів, які мешкали в місті: Олександра і Йосипа Поджіо і Миколи Чижова.
На початку XIX століття вулиця почала забудовуватись будинками в класичному стилі для купецького прошарку населення. В 1896 році було зведено Римо-католицький костел святого Йосипа за проектом одеського архітектора і художника В. О. Домбровського.
26 липня 2024 року розпорядженням голови Миколаївської обласної державної адміністрації Віталія Кіма відповідно до Закону України «Про засудження та заборону пропаганди російської імперської політики в Україні і деколонізацію топонімії» вулицю Декабристів перейменовано на вулицю Захисників Миколаєва.

## Галерея

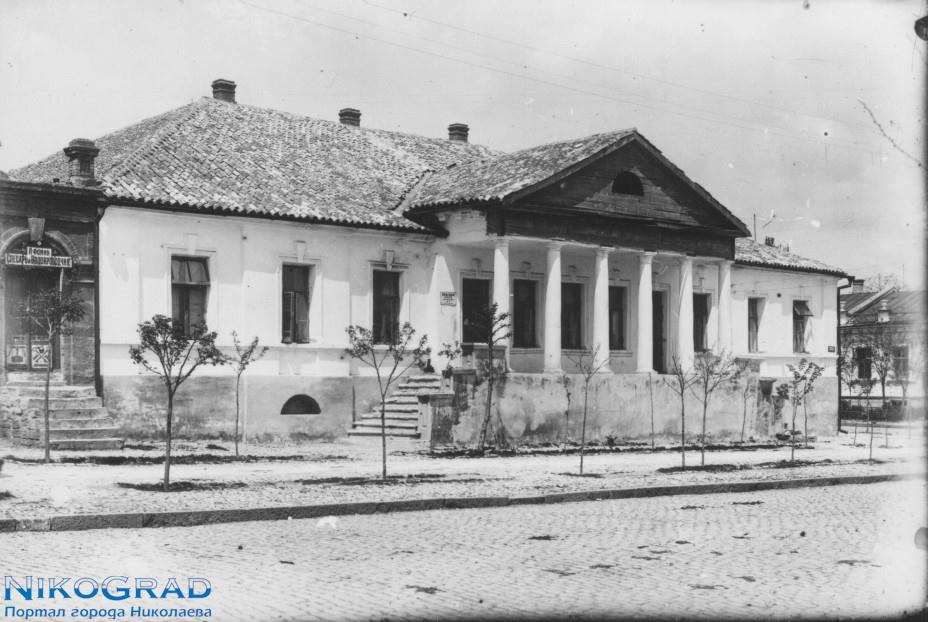
Будинок на розі вулиць Захисників Миколаєва і Павла Скоропадського на старій світлині
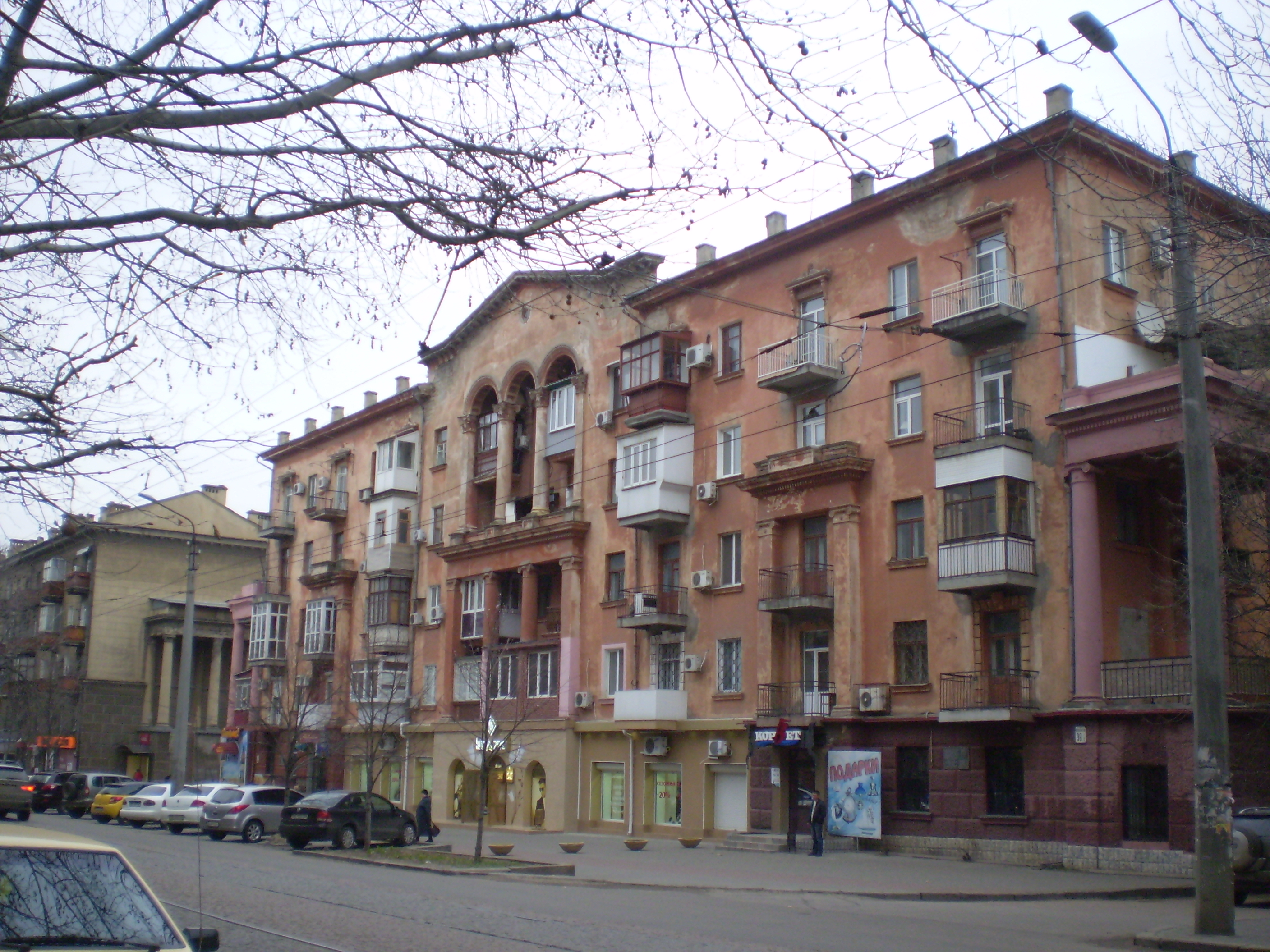
Типова забудова по вулиці Захисників Миколаєва
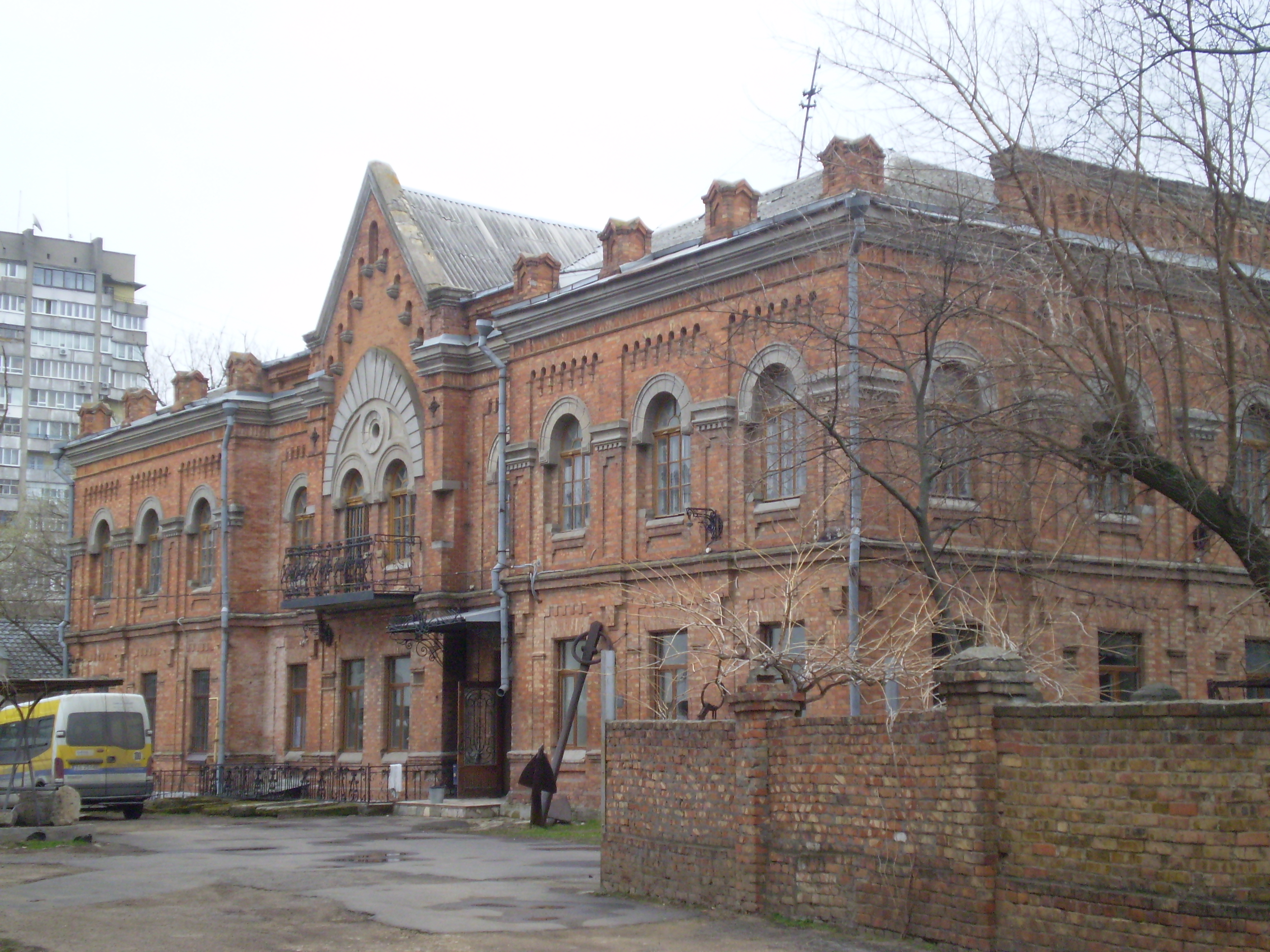
Будинок ксьондза поряд з костьолом св. Іосифа
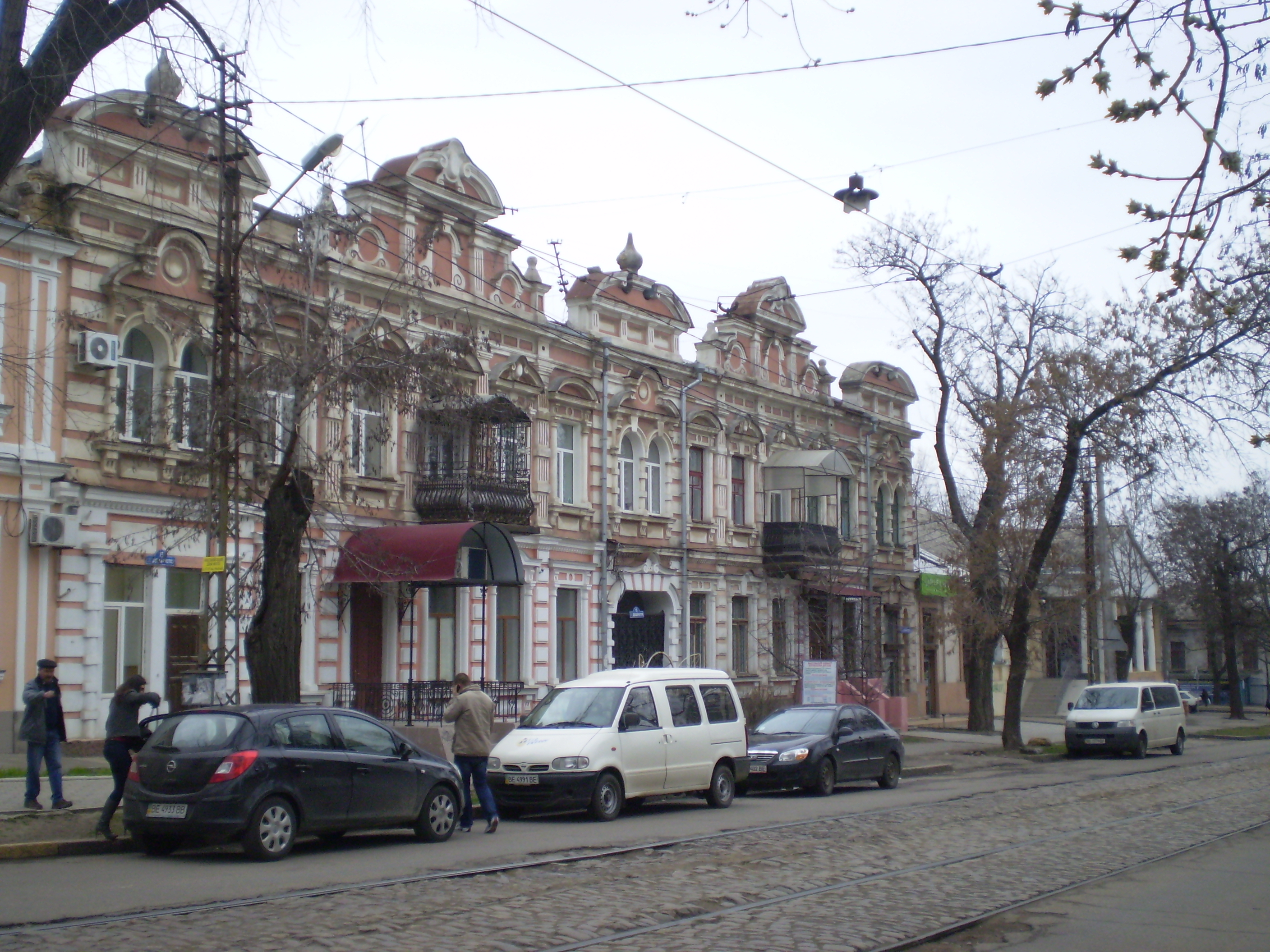
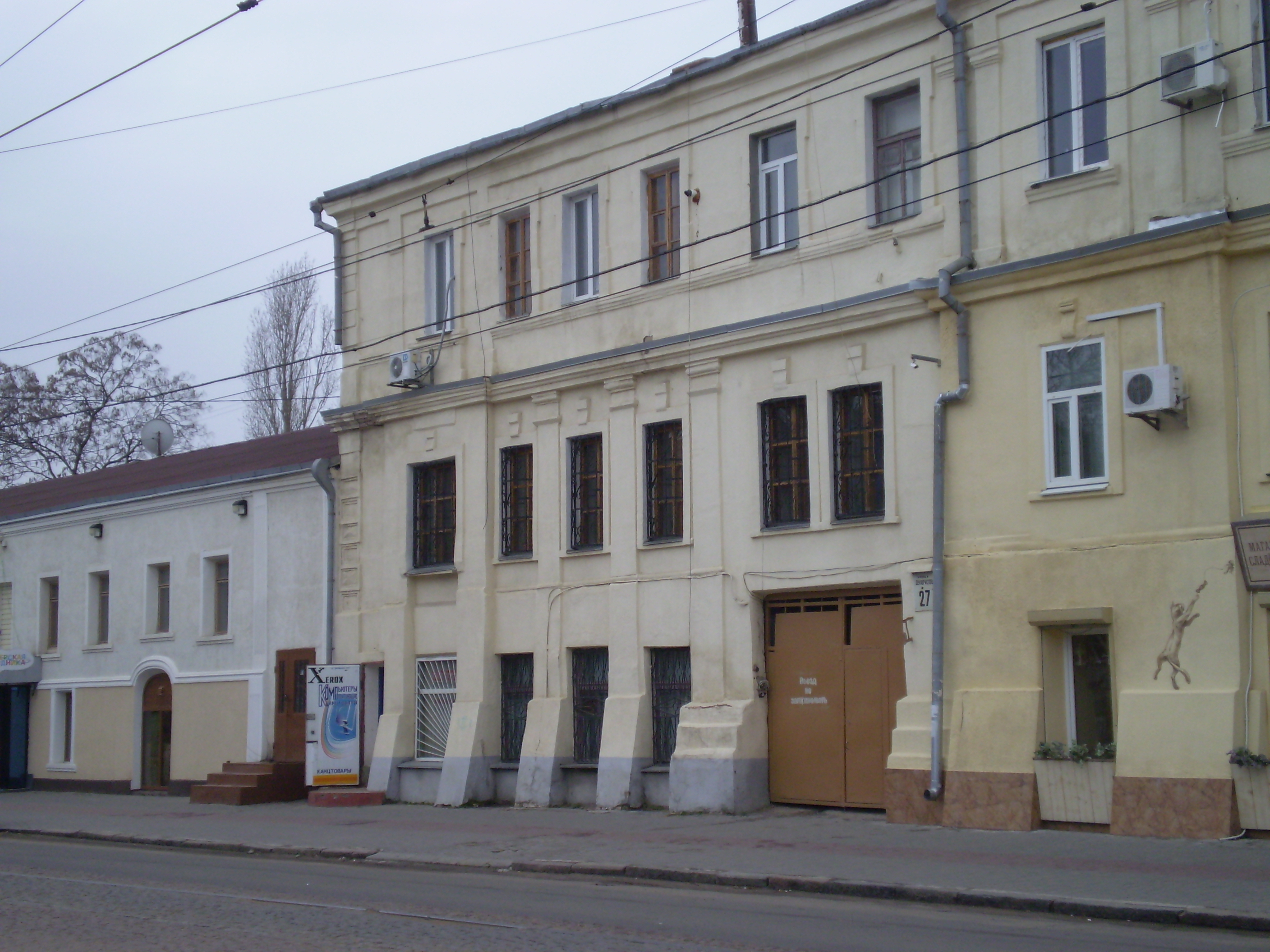
Будинок з фасадом у стилі історизму, що частково втратив оздоблення по вулиці Захисників Миколаєва
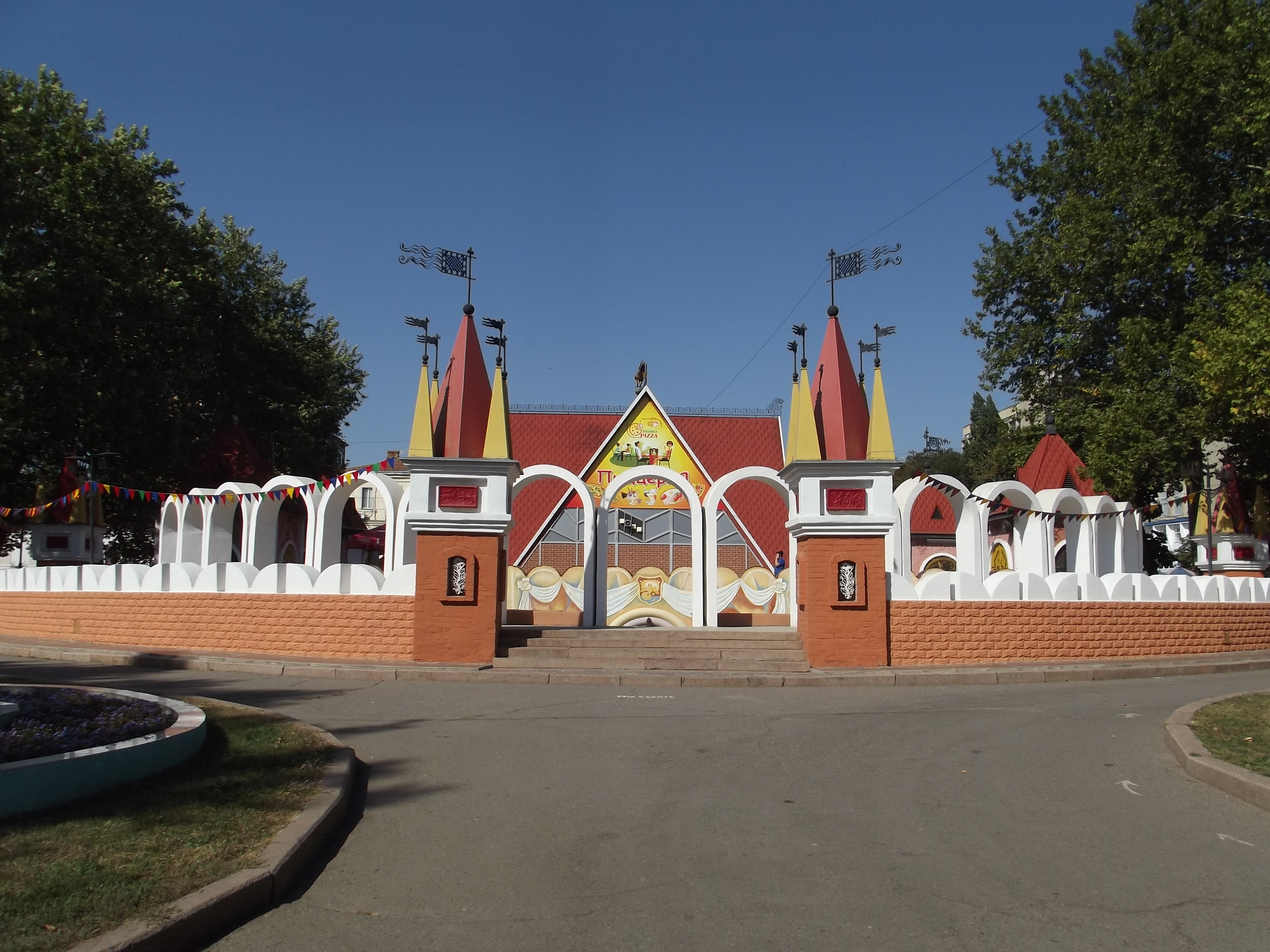
Дитяче містечко «Казка»
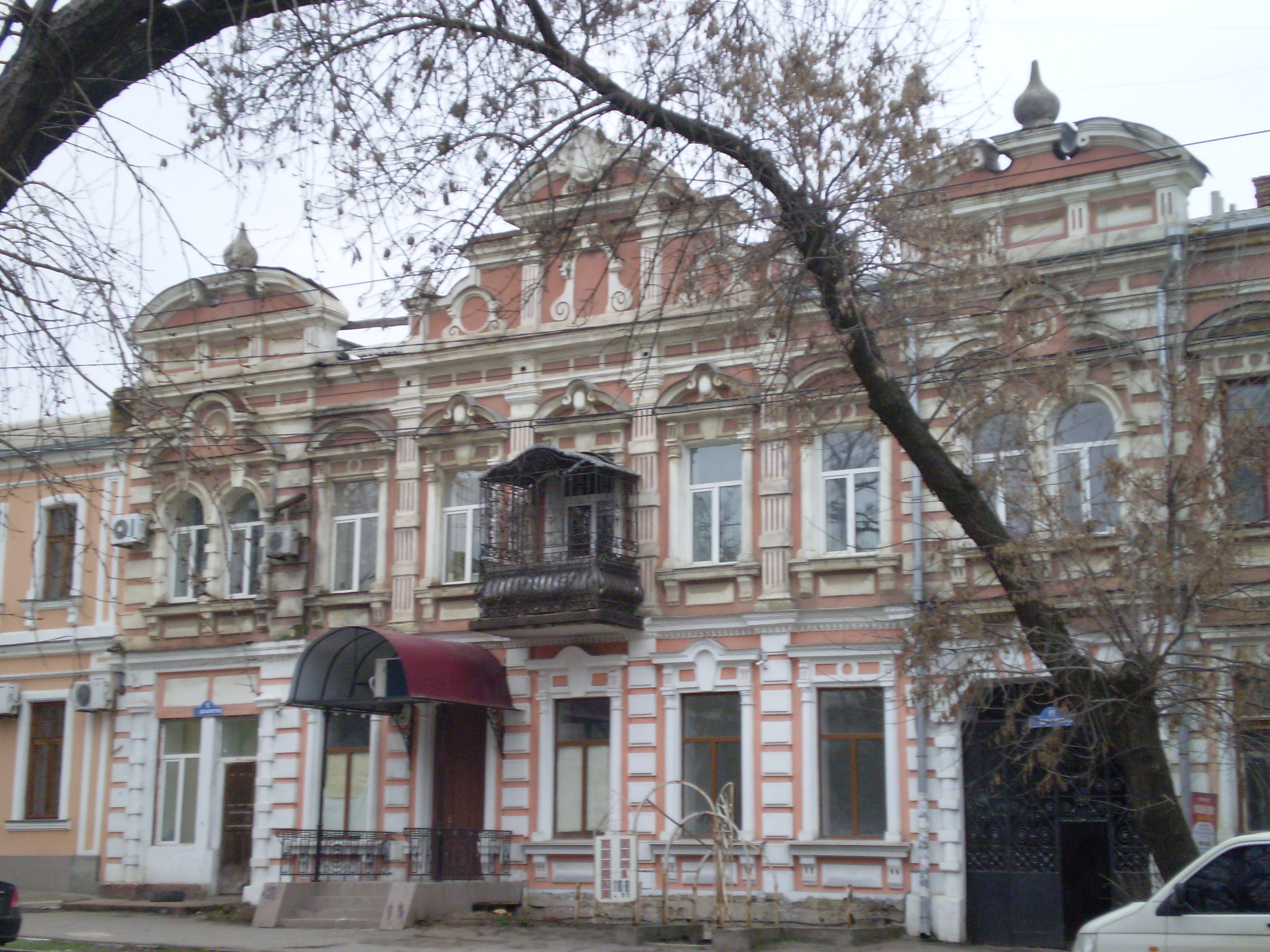
Необароковий будинок по вулиці Захисників Миколаєва
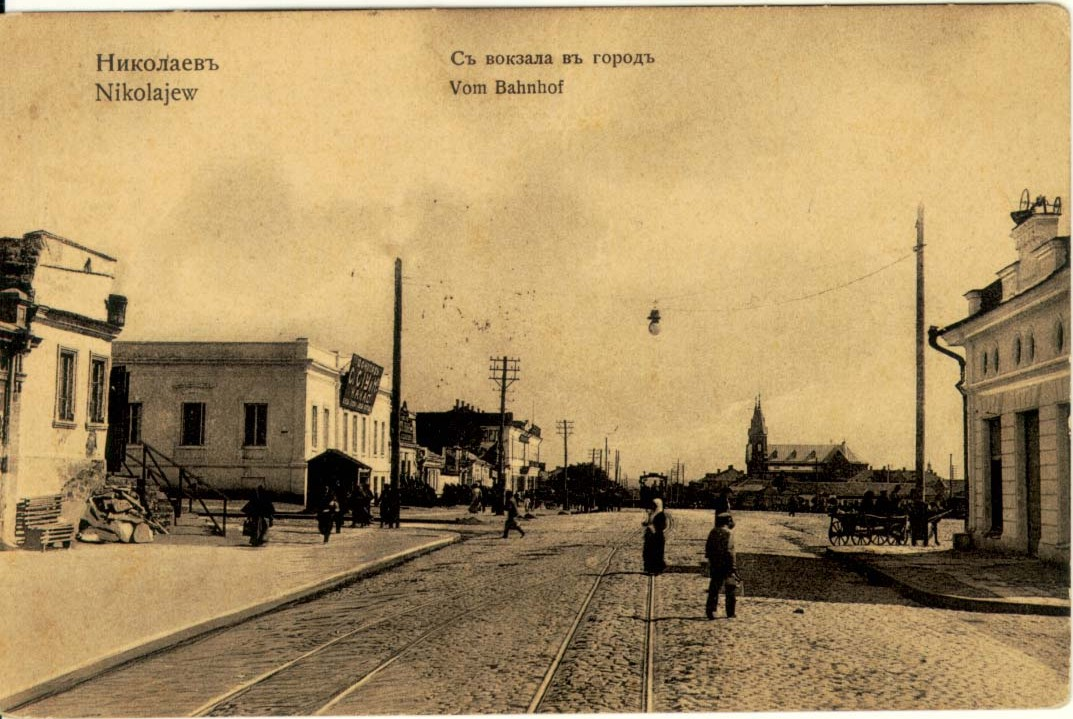
Вулиця Захисників Миколаєва на старій листівці